# Hans-Schröpf-Arena
Die Hans-Schröpf-Arena ist eine Eissporthalle in der Stadt Weiden in der Oberpfalz. Sie ist die Heimspielstätte der Blue Devils Weiden in der DEL2.

## Geschichte
Nachdem 1985 mit dem Bau begonnen wurde, fand das erste Eishockeyspiel bereits vor der offiziellen Eröffnung, nämlich am 4. September 1987 statt. Dort traf die neu gegründete Eishockeymannschaft des 1. EV Weiden vor 2.300 Zuschauern auf den damaligen Zweitligisten SV Bayreuth. Am 15. September 1987 fand die offizielle Eröffnung mit einem großen Rahmenprogramm statt.
Am 11. April 1997 trafen die Nationalmannschaften von Deutschland und Tschechien als Vorbereitung zur A-Weltmeisterschaft der Herren im Weidener Eisstadion aufeinander. Vom 7. bis 10. Februar 2013 fand im Rahmen der Qualifikation zu den Olympischen Winterspielen 2014 das Ausscheidungsturnier der Frauen in Weiden statt. Die deutsche Eishockeynationalmannschaft der Frauen gewann das Turnier und qualifizierte sich damit für die Olympischen Winterspiele 2014.
Seit dem 23. September 2013 trägt das Stadion zu Ehren des ehemaligen Weidener Oberbürgermeisters Hans Schröpf dessen Namen. In seiner Amtszeit wurde das Eisstadion genehmigt, geplant und gebaut.
Neben den verschiedenen Eishockeymannschaften des 1. EV Weiden wird das Stadion auch von der Eiskunstlaufabteilung des Vereins, vom örtlichen Eisstock-Verein und diversen Eishockey-Hobbymannschaften genutzt. Zudem öffnet das Stadion regelmäßig zum öffentlichen Eislauf und dient den örtlichen Schulen für deren Sportunterricht. Gelegentlich werden auch Konzerte in der Eishalle veranstaltet.
An die Arena angeschlossen ist ein Restaurant mit 50 Sitzplätzen im amerikanischen 'Diner-Style'.
Das Stadion verfügt zudem über eine überdachte Freieisfläche, die um jeweils 10 Meter kürzer und schmäler als die Hallen-Fläche ist. Diese wird auch in den Sommermonaten, u. a. vom Inlinehockey-Team des Landesligisten Pleystein Piranhas genutzt, die dort ihre Heimspiele austragen.
Im Sommer 2021 fanden an der Hans-Schröpf-Arena umfangreiche Umbaumaßnahmen statt. So wurde das Stadion an der Westseite um einen Businessclub, der 'Devils-Lounge' mit 80 Sitzplätzen erweitert, das Stadionrestaurant grundlegend modernisiert und notwendige Umbauten für TV-Übertragungen realisiert. Zwei weitere Anbauten an der Süd- und Ostseite des Stadions dienten zur Verbesserung des Catering-Angebots während der Heimspiele der Blue Devils Weiden.

## Galerie

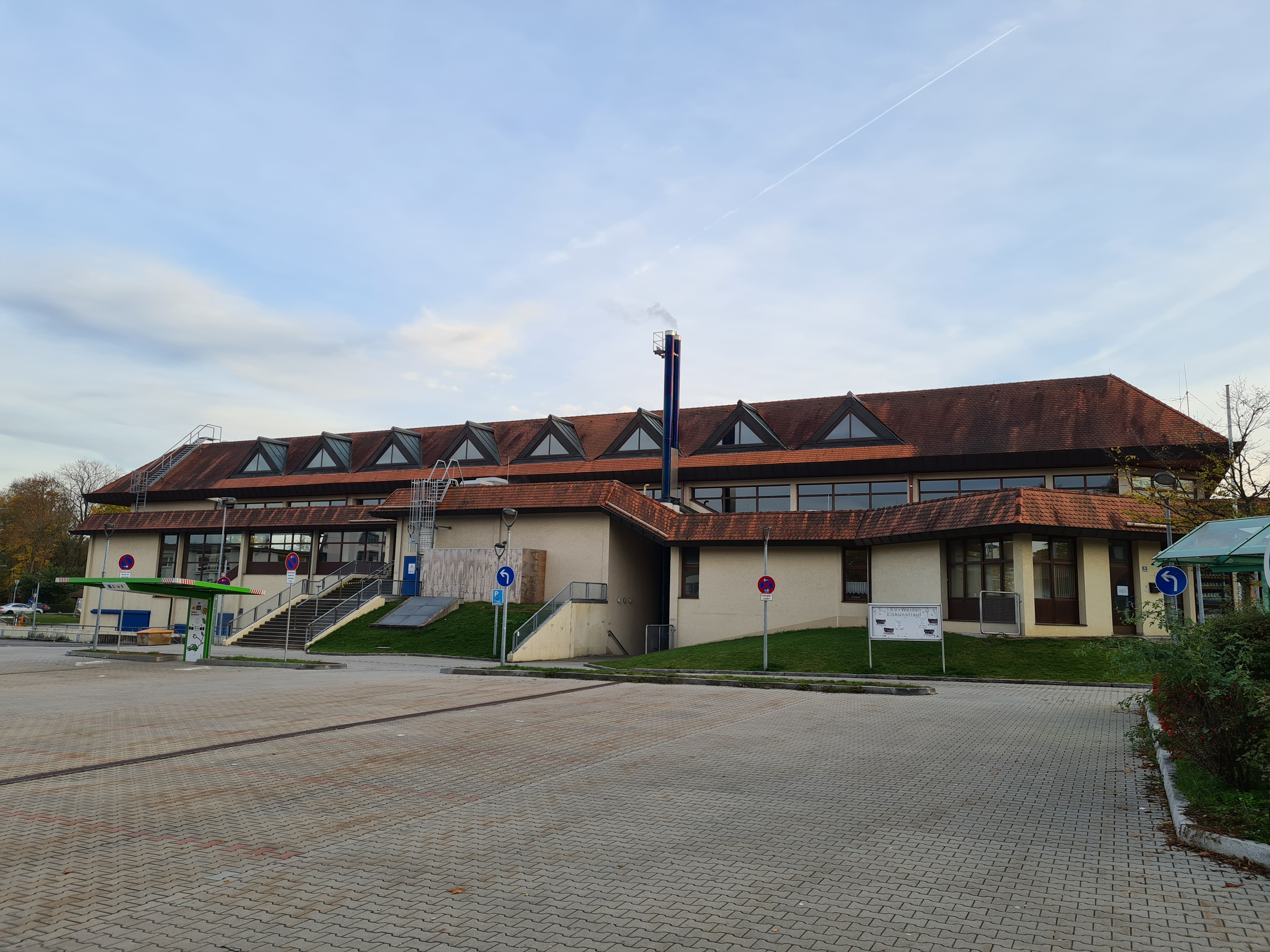
Nordansicht
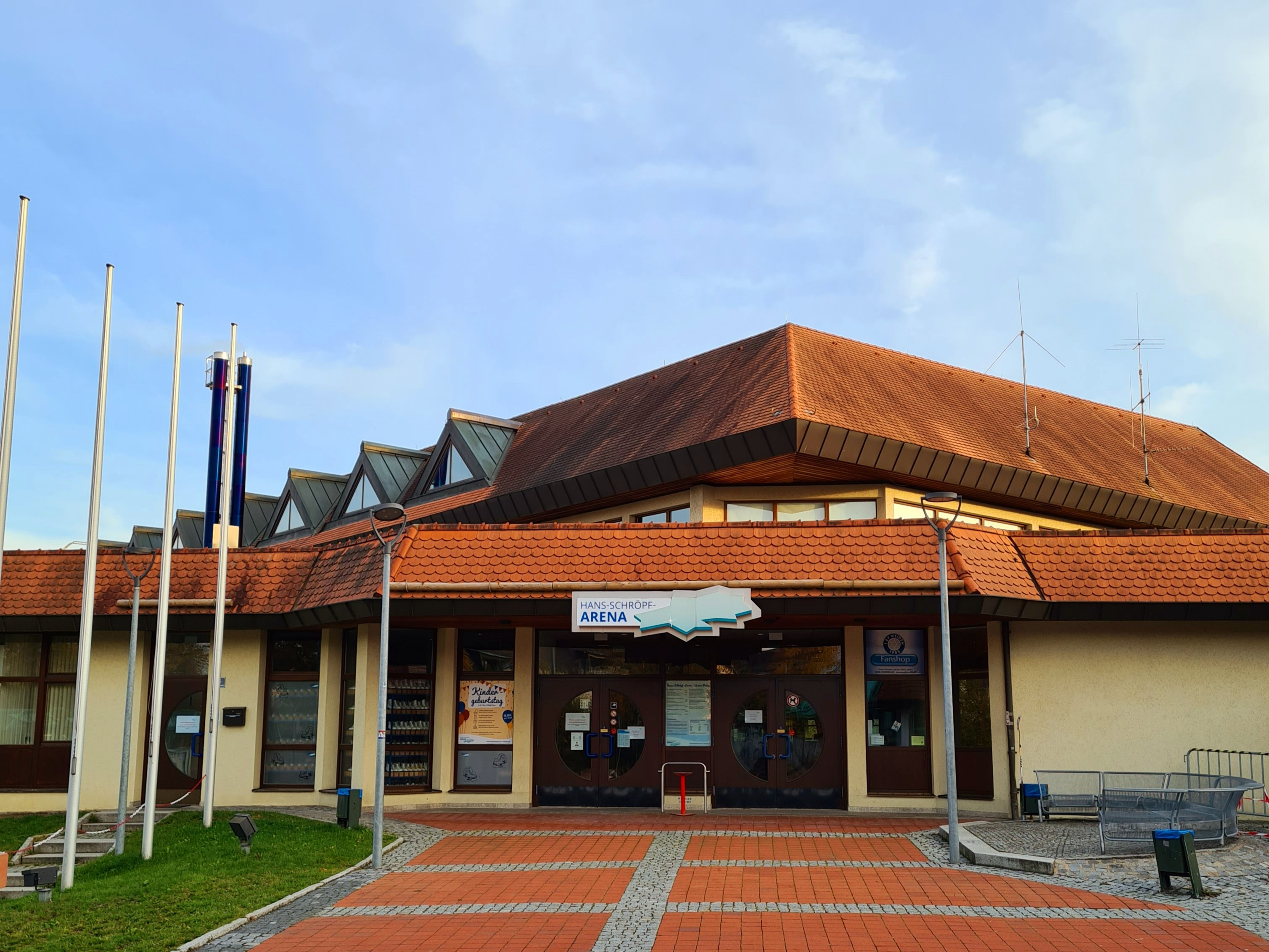
Haupteingang
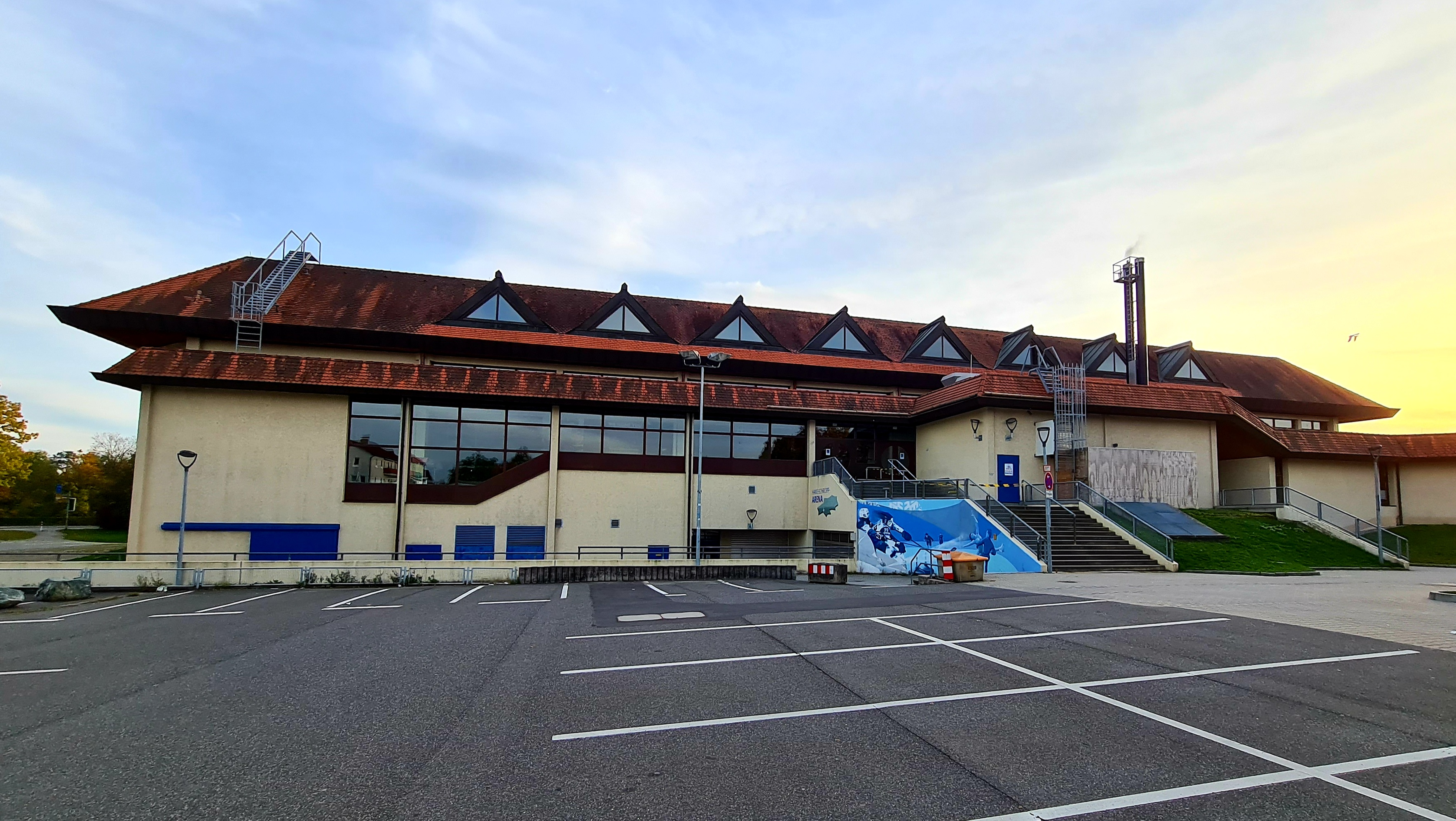
Eingang Gästefans
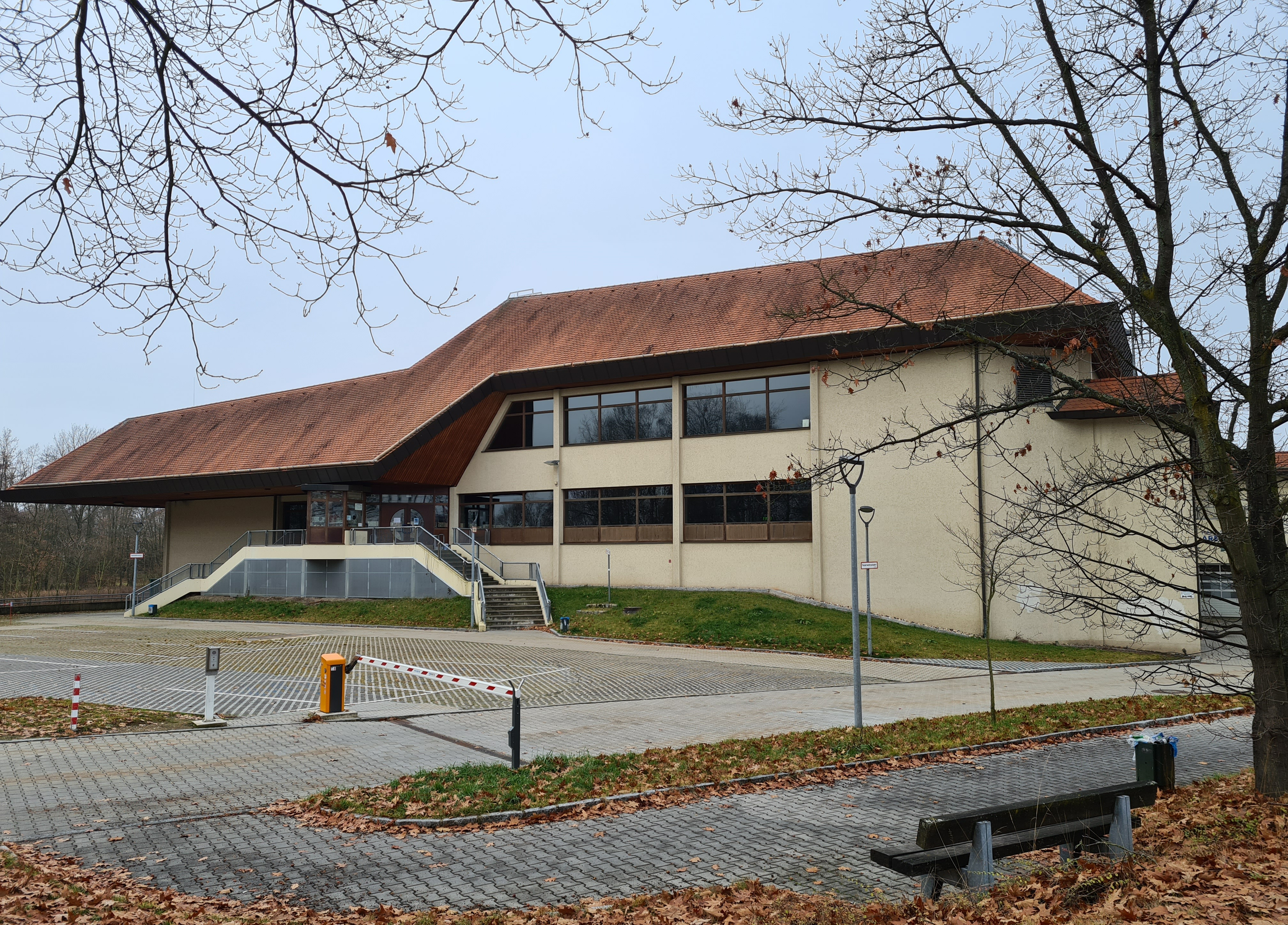
Eingang Ost
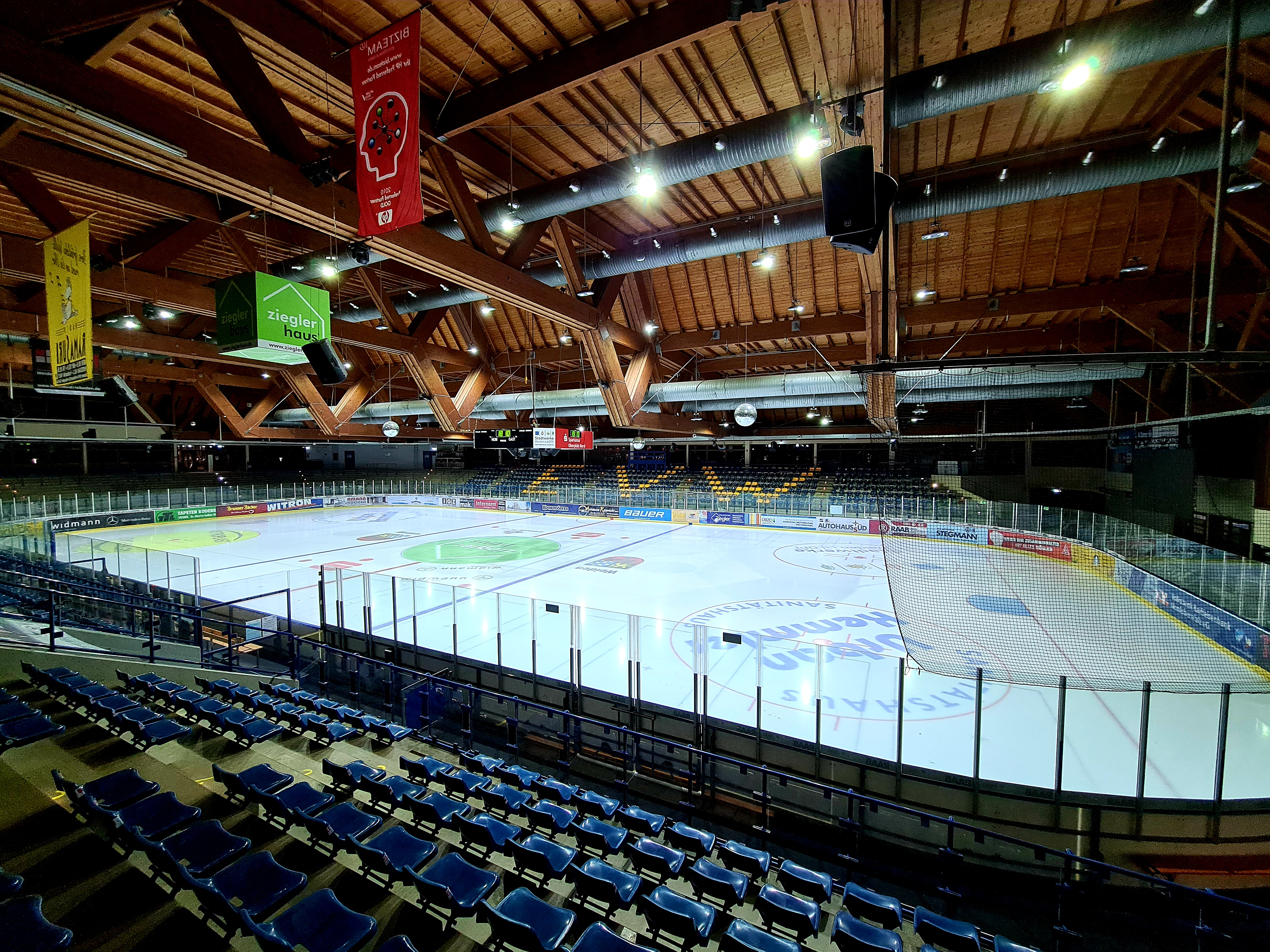
Innenansicht
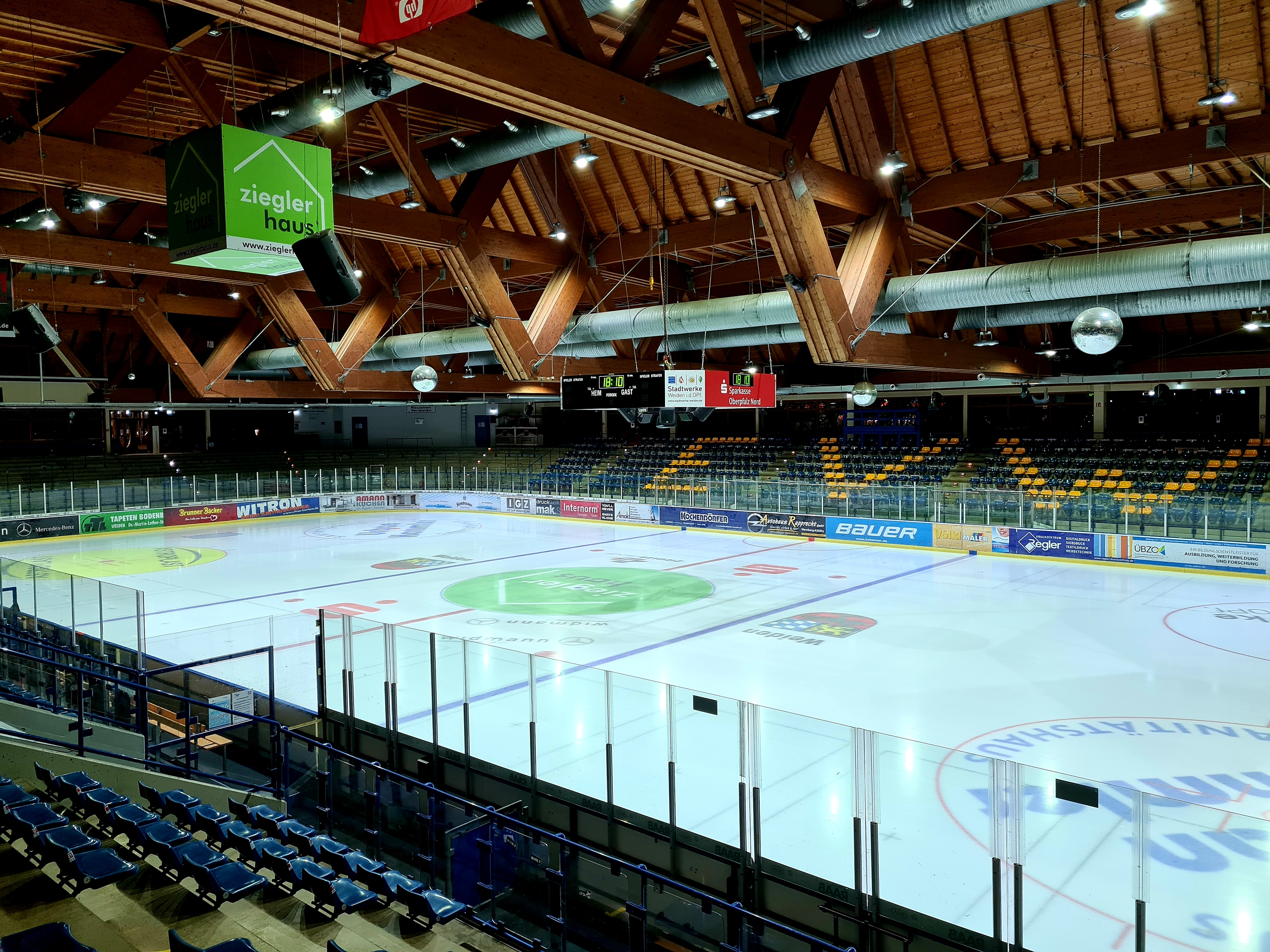
Innenansicht Gegengerade
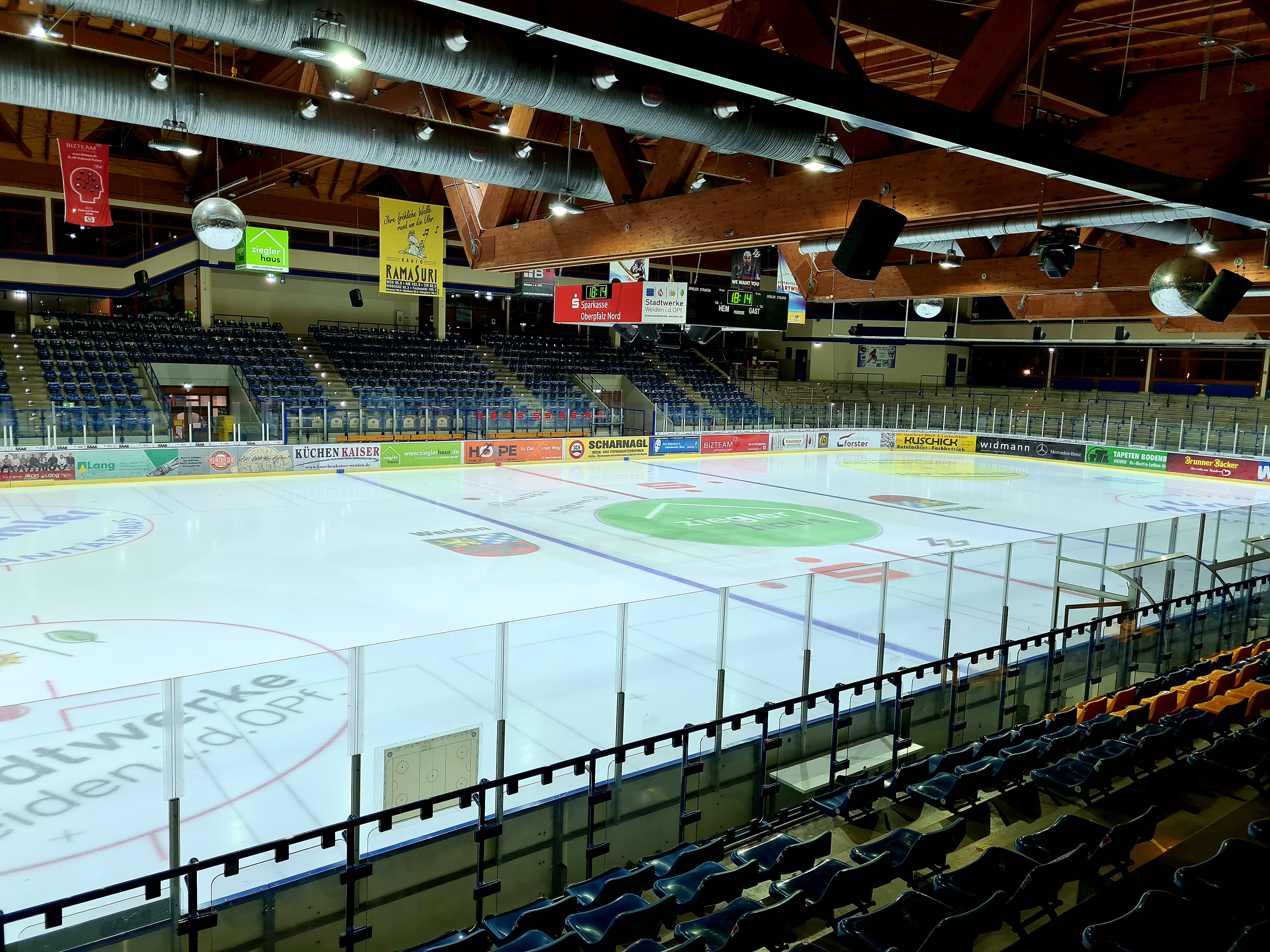
Innenansicht Haupttribüne